# Zaton (Šibenik)
Zaton je naselje u sastavu Grada Šibenika.

## Zemljopis
Zaton je smješten u sjeverozapadnom dijelu Šibenskoga zaljeva na 43° 47' sjeverne geografske širine i 15° 49' istočne geografske dužine. Okružen je brdima Rasovač (133 m), Križeva glava (102 m), Mali Vranik (116 m) i Veliki Vranik (142 m). Uz more se od uvale Dobri dolac do uvale Šarina draga proteže šetnica duga oko tri kilometra. Na sjevernoj su obali plaže Zvizda i Šarina draga. U mjestu izvire nekoliko izvora slatke vode, koji more čine bočatim.

## Gospodarstvo
Gospodarska je osnova poljodjelstvo, ribarstvo i turizam. Stanovnici su zaposleni i u Šibeniku.

## Stanovništvo
Prema popisu iz 2021. godine Zaton ima 929 stanovnika. Stanovništvo je po narodnosti gotovo u potpunosti hrvatsko, a po vjeri gotovo u potpunosti katoličko.
Najraniji podatci o broju stanovnika po Krsti Stošiću:
- 1709: 97
- 1774: 260
- 1810: 304
- 1845: 443
- 1901: 1044
- 1928: 1526
- 1939: 1600

| broj stanovnika | 422   | 782   | 621   | 781   | 972   | 1133  | 1321  | 1411  | 1184  | 1264  | 1371  | 1254  | 1084  | 1197  | 1098  | 978   | 929   |
|                 | 1857. | 1869. | 1880. | 1890. | 1900. | 1910. | 1921. | 1931. | 1948. | 1953. | 1961. | 1971. | 1981. | 1991. | 2001. | 2011. | 2021. |

## Šport
Zbog izuzetno povoljnih prirodnih uvjeta u Zatonu je za potrebe VIII. Mediteranskih igara 1979. uređena kvalitetna veslačka staza s pratećim sadržajima. Na stazi i danas treniraju mnoge momčadi i reprezentacije.

## Manifestacije
- Klape na Vrulji – kraj srpnja

- Zatonske igre – kraj srpnja / početak kolovoza

- Fešta sv. Roka – 16. kolovoza

- Zatonska pidočijada (festival dagnji) – kraj kolovoza / početak rujna[6]

## Povijest

### Prapovijest
U četiri navrata između 1888. i 1890. godine mjesni je učitelj Frane Škarpa istraživao špilju na brdu Tradanj u blizini mjesta. Pronašao je ulomke prapovijesnih posuda s raznim rezovima i simetričnim jamicama, rimske uljanice, vrčeve i zlatnik istočnorimskoga cara Justinijana iz prve polovice 6. stoljeća. 1971. preostali je dio špilje istraživao arheolog Zdenko Brusić koji je potvrdio da je u njoj moguće pratiti povremene posjete čovjeka od neolitika (6. tisućljeće prije Krista) do kasnoantičkoga perioda. Špilja je najintenzivnije bila korištena tijekom bakrenoga i brončanoga doba (od polovice 4. do polovice 2. tisućljeća prije Krista).
Tijekom 1970-ih godina Zdenko Brusić djelomično je istražio špilju u uvali Šarina draga pri čemu je pronašao keramiku iz cetinske kulture i ostatke ledenodobnih životinja starosti do 50 000 godina. Godine 2014. krenulo se u novo istraživanje pod vodstvom arheologa Muzeja grada Šibenika Emila Podruga i Darija Vujevića s Odjela za arheologiju Sveučilišta u Zadru. Nova su istraživanja pokazala da je Šarina draga bila svojevrsna lovna stanica ili lovni kamp koji je služio za ubijanje životinja i pripremu mesa u periodu kasnoga paleolitika. U špilji su pronađeni ostatci životinjskih kostiju divljega goveda, jelena i divljega konja s tragovima rezanja, kao i kremeni nožići.

### Antika
Dva do tri kilometra sjeverozapadno od Zatona nalazi se brdo Velika Mrdakovica s arheološkim nalazištem koje se sastoji od gradinskoga naselja, nekropole i cisterne. Na gornjoj se trećini brda nalazi liburnsko-rimsko naselje nepoznata imena površine od oko 8500 m2, koje se često povezuje s antičkim gradom Arauzonom. Naselje je postojalo od 7. stoljeća prije Krista do kraja 2. stoljeća poslije Krista. Nekropola je smještena jugoistočno od gradine, uz put koji je do nje vodio. Tijekom sustavnih arheoloških istraživanja (1969. – 1974., 2011. – 2014.) otkriveno je oko 140, većinom rimskih – paljevinskih, ali i prapovijesnih – inhumacijskih grobova (7. – 1. stoljeće prije Krista) korištenih i u vremenu antike te jedan srednjovjekovni ukop. Jugozapadno od gradine nalazi se nadsvođena rimska cisterna pravokutnoga oblika s ulazom na istočnoj strani izgrađena tijekom 1. – 2. stoljeća poznata pod nazivima Ograđenica i Pišća. Danas je ona središnje mjesto održavanja manifestacije Vodičke bakanalije.

### Srednji vijek
Oko dva kilometra jugoistočno od mjesta nalazi se crkva Gospe Srimske iz 12. ili 13. stoljeća.
Zaton (u obliku Zatocon) prvi se put spominje 1322. godine u povelji kojom hrvatsko-ugarski kralj Karlo I. Robert Šibenčanima potvrđuje posjedovne privilegije u prijašnjim granicama.
U blizini Zatona na neutvrđenoj lokaciji najkasnije od 1433. godine postojalo je selo Humljani, čiji su se stanovnici raselili zbog opasnosti od Turaka.

### Novi vijek
Godine 1496. Zaton je pripadao Župi uznesenja Marijina, a 1533. godine osnovana je Župa sv. Jurja i Bratovština sv. Luke. Župna crkva sv. Jurja, koja s pripadajućim grobljem još uvijek stoji u središtu mjesta, sagrađena je 1666. godine. Po Krsti Stošiću Zaton je pod turskom okupacijom bio od 1576. do 1577. godine. U 16. je stoljeću u Zatonu ili u njegovoj blizini postojala kula u vlasništvu šibenske plemićke obitelji Tavilić. Krsto Stošić smatra da se kula mogla nalaziti između Zatona i Vodica, na mjestu Dabrovac, dok je Vjekoslav Kulaš smješta u sam zaljev na otočić koji je prije Prvoga svjetskoga rata uništen gliboderom kako bi se omogućilo pristajanje parobroda uz rivu.
Župnik je u Zatonu glagoljao do 1817., a vjernici do 1845. godine. Dana 24. studenoga 1884. godine otvorena je pučka učionica s prvim učiteljem Franom Škarpom iz Staroga Grada na Hvaru. Godine 1894. otvoren je poštanski ured. Dana 16. lipnja 1906. godine blagoslovljeno je novo groblje na brdu Strandraga.

### Međuraće
Dana 26. lipnja 1928. godine započela je gradnja nove župne crkve neposredno uz staru, a u potpunosti je dovršena tek 15. kolovoza 1995. godine. U kolovozu 1932. godine osnovana je organizacija Komunističke partije Hrvatske u Zatonu. Godine 1933. mjesni učitelj Nikola Živković osniva čitaonicu, koja djeluje do talijanske okupacije 1941. godine.

### Drugi svjetski rat
Dana 10. prosinca 1941. godine talijanske su se postrojbe prvi put za stalno naselile u Zaton. 31. ožujka 1943. godine fašisti su odustali od prijašnje odluke o spaljivanju mjesta i donijeli odluku o njegovoj blokadi. Dana 1. travnja 1943. godine zabranajeno je kretanje od 17 do 7 sati i izlazak iz sela u bilo koje doba pod prijetnjom strijeljanja. Mjesto je bilo okruženo bodljikavom žicom i betonskim utvrdama. Dana 16. travnja 1943. godine spaljeno je mjesto Raslina, a u Zaton je dovedeno 450 raslinskih beskućnika. Dana 9. rujna 1943. godine talijanske su postrojbe zauvijek napustile Zaton, a 20. listopada 1943. u Zaton je došla njemačka vojska, koja je u mjestu ostala do 4. rujna 1944. godine. Za vrijeme okupacije talijanski su okupatori i Dobrovoljačka antikomunistička milicija počinili brojne zločine nad stanovništvom Zatona, od kojih se ističe strijeljanje 11 žena, 4 odrasla muškarca i jednoga mladića od 16 godina na mjesnom groblju 13. lipnja 1943. godine. Tijekom okupacije spaljene su 64 kuće, a kroz talijanske je logore, poglavito kroz Koncentracijski logor Molat, prošlo 580 Zatonjana. Zabilježena su 193 poginula zatonska borca, 112 streljanih ili umrlih u zatvorima i logorima i 58 umrlih od gladi tijekom blokade. Zaton je početkom rata imao oko 1700, a njegovim krajem oko 1000 stanovnika. Spomenik antifašističkim borcima i žrtvama fašizma u središtu mjesta podignut je 1953. godine.

### Socijalistička Jugoslavija
Godine 1946. 128 kolonista iz Zatona upućeno je u Stanišić, no do kraja 1948. godine svi su se osim jedne obitelji vratili u Zaton. Od 1946. do 1955. godine u Zatonu je djelovala Seljačka radna zadruga Pobjeda. U ovom su se razdoblju mnogi Zatonjani zaposlili u šibenskoj industriji, osobito u remontnom brodogradilištu. Struja je u Zaton uvedena 1951. godine, kada je osnovano i vatrogasno društvo, a tekuća voda 1971. godine. Tijekom 1970-ih godina osnovana je knjižnica, koju je sistematizirao bibliotekar Tome Živković Puilov. Zatonska glazba osnovana je 1983. godine, a djeluje i danas. Dana 20. ožujka 1990. osnovan je ogranak Hrvatske demokratske zajednice u Zatonu.

### Domovinski rat
Dana 16. rujna 1991. četvorica su Zatonjana, Mile Martinović, Ante Mrša Okac, Ivica Živković Čiko i Ante Kulaš, u osobnom automobilu kod Šibenskoga mosta zaustavila kolonu tenkova Jugoslavenske narodne armije kada je Ante Kulaš Zoljom pogodio tenk.
U Domovinskom ratu na raznim bojištima sudjelovalo je 213 Zatonjana. Trojica Zatonjana poginula su u borbi: Darko Crnica, Vedran Čoga i Vinko Ševerdija. Marko Bilušić poginuo je od kazetne bombe kao civilna žrtva rata. Žrtvama je podignut spomenik u središtu mjesta.

## Poznate osobe
- fra Ante Crnica, kanonist, mnogo zaslužan za kanonizaciju Nikole Tavelića
- fra Ante Antić, sluga Božji, djetinjstvo proveo u Zatonu
- Petar Bilušić, pjesnik i pripovjedač
- Gabrijel Cvitan, književnik
- Duško Ševerdija, pjesnik, dramatik i poduzetnik
- Grozdana Cvitan, književnica